# In re Gault
In re Gault è una sentenza della Corte suprema degli Stati Uniti d'America del 1967, in cui i giudici hanno esplicitamente confermato, e dunque esteso, l’uguaglianza della protezione giuridica garantita e definita dal V e VI emendamento anche ai minorenni, ritenuti parimenti salvaguardati dalla stessa Costituzione degli Stati Uniti d'America nel giusto processo.

## Origine del contenzioso
La questione originò nel giugno 1964, quando lo sceriffo della contea di Gila, in Arizona, prese in custodia il quindicenne Gerald Gault, senza informare i genitori di quest’ultimo, dopo che una sua vicina, Ora Cook, si lamentò di aver ricevuto una telefonata inappropriata ed offensiva. La madre di Gault, dunque, all’oscuro di dove fosse suo figlio, riuscì a trovarlo nella prigione della contea solo dopo essere tornata a casa dal lavoro, ma non le fu permesso di portarlo a casa.
In seguito, Gault affermò che fosse stato, in realtà, il suo amico Ronald Lewis ad aver fatto la chiamata dal telefono fisso della famiglia Gault.

## Sviluppo giudiziario

### Corte locale e Corte Suprema dell’Arizona
Tratto dunque il giorno successivo davanti al giudice McGhee della Corte Superiore della contea di Gila, che era nelle vesti di giudice del tribunale minorile della zona, Gault ha partecipato all'udienza preliminare, la quale ha determinato un arresto cautelare per alcuni altri giorni, fino ad un suo inaspettato rilascio, poi giustificato da una nota dal sovrintendente della casa di detenzione che informava i Gault di ulteriori udienze disposte dal giudice McGhee. Questo fu l’unico avviso inviato alla famiglia.
Alla successiva udienza, dunque, McGhee ha ordinato al giovane di essere confinato, con l’accusa di "chiamate oscene" presso la “Scuola Industriale Statale” "per il periodo della sua minoranza [cioè fino al ventunesimo anno]", a meno che non venisse rilasciato prima con un "legale e giusto processo". Degno di nota è il fatto che se Gault fosse stato condannato da adulto per una violazione dell'ARS (Arizona Revised Statutes) § 13-377, la punizione sarebbe stata una pena detentiva massima di due mesi e una multa da 5 a 50$.
Altresì rilevante è il fatto che l’accusatrice di Gault, Cook, non fosse presente a nessuna delle due udienze, visto che McGhee affermò che non era necessario che dovesse, e che, poiché non furono fatte trascrizioni, vi furono dispute su quanto accaduto nelle udienze: nello specifico, i genitori di Gault hanno contestato l'affermazione di McGhee secondo cui l'adolescente aveva ammesso in tribunale di aver fatto una delle presunte dichiarazioni oscene.
La legge dell'Arizona, infine, non permetteva alcun appello nei casi minorili, e così i genitori di Gault hanno presentato una petizione alla Corte Suprema dell'Arizona per un atto di habeas corpus al fine di ottenere il rilascio del figlio; la Corte Suprema, tuttavia, ha rinviato il caso a McGhee per l'udienza, risultata ovviamente sfavorevole.
Fu quindi richiesto, con l’aiuto dell’American Civil Liberties Union (ACLU), l’intervento della Corte Suprema degli Stati Uniti, sulla base del fatto che l' “Arizona Juvenile Code”, la legge che regolava i processi minorili, fosse incostituzionale per una serie di ragioni, tra cui:
- Non richiedeva che né l'imputato né i suoi genitori fossero informati delle accuse specifiche contro di lui;
- Non richiedeva che i genitori fossero informati delle udienze;
- Non consentiva alcun appello; e
- Negava, nei fatti, il giusto processo a causa di mancanze nella notifica delle accuse o delle udienze e nell’informazione del tribunale del diritto ad un avvocato, del diritto di confrontarsi con l'accusatore e del diritto di rimanere in silenzio e del diritto al confronto delle testimonianze[8] (i cosiddetti Diritti Miranda).

### Opinione della Corte Suprema e conseguenze
Con una maggioranza di 8-1, la Corte Suprema ha stabilito che la detenzione ed il processo inflitti a Gault fossero una violazione del VI emendamento, poiché gli erano stati negati, sia a lui che alla sua famiglia, i diritti ad un giusto processo, all’habeas corpus, all’appello e, soprattutto, i suoi diritti generali da imputato.
Il giudice Potter Stewart fu l'unico dissidente, sostenendo che lo scopo del tribunale minorile fosse la correzione, non la punizione, e quindi le garanzie procedurali costituzionali per i processi penali non dovessero applicarsi ai processi minorili.
Tale sentenza fu, dunque, fondamentale per lo sviluppo processuale dei crimini minorili, garantendo le stesse protezioni costituzionali a tutti i cittadini, indifferentemente dall’età.